# شري النقيل (حزم العدين)

تعديل مصدري - تعديل

شري النقيل محلة تابعة لقرية حليمة، التابعة لعزلة حليمة بمديرية حزم العدين إحدى مديريات محافظة إب في الجمهورية اليمنية، بلغ تعداد سكانها 156 حسب تعداد اليمن لعام 2004.